# Pforzheimer Zeitung
Pforzheimer Zeitung est un journal quotidien allemand local diffusé à Pforzheim, dans le Land de Bade-Wurtemberg.

## Histoire
Le premier journal est fondé à Pforzheim en 1794 sous le titre Wöchentliche Nachrichten von und für Pforzheim. En 1832, il change son nom pour Der Beobachter. À partir de 1856, le journal est publié pendant 66 ans sous le titre Pforzheimer Beobachter, et à partir du 1er janvier 1858 dans un format plus grand et cinq fois par semaine. En 1905, le journal fusionne avec le journal d'annonces Städtisches Tagblatt pour former le Pforzheimer Generalanzeiger. Le Pforzheimer Neuesten Nachrichten, comme on l'appelle à partir d'octobre 1918, doit cesser de paraître en raison des troubles de la période inflationniste.
À partir de 1925, le journal paraît à nouveau sous le nom de Pforzheimer Rundschau, d'abord en hebdomadaire et à partir d'octobre 1928, à nouveau quotidiennement. Pendant la période nazie, le Rundschau est publiée en continu jusqu'à l'arrêt le 1er mars 1943, prétendument en raison d'un manque de papier.
Le 29 juillet 1947, les forces d'occupation américaines accordent dans un premier temps une autorisation pour publier un nouveau journal sous le titre Süddeutsche Allgemeine, qui doit être imprimé à Karlsruhe en raison de la destruction de l'imprimerie lors du bombardement du 23 février 1945. Les premiers personnes autorisées Johann Peter Brandenburg et Felix Richter quittent la maison d'édition le 1er décembre 1949, Jakob Esslinger reprend toutes les parts. Le premier numéro du Pforzheimer Zeitung paraît le 1er octobre 1949.
PZ Media GmbH & Co KG, qui détient 100 % de l'éditeur, fait partie du Gruppe Württembergischer Verleger et détient une participation dans Südwestdeutsche Medien Holding (SWMH).